# Prime Computer

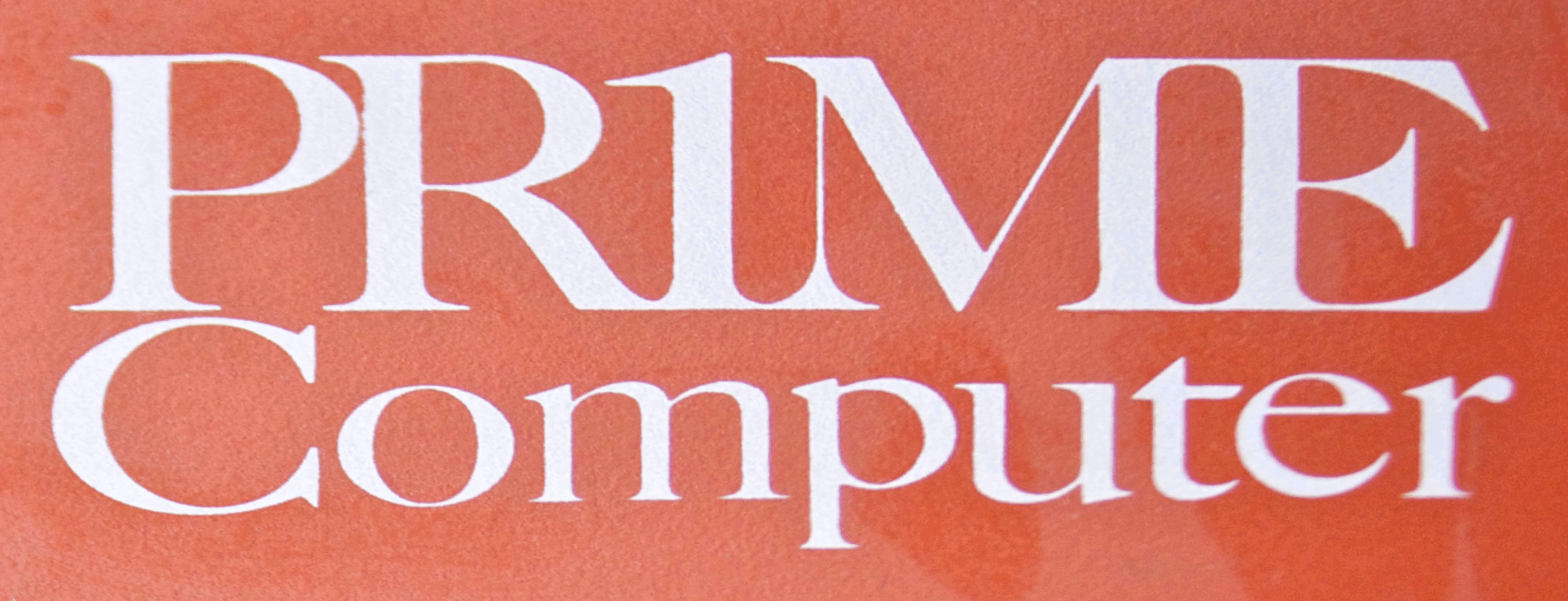
Erstes Firmenlogo

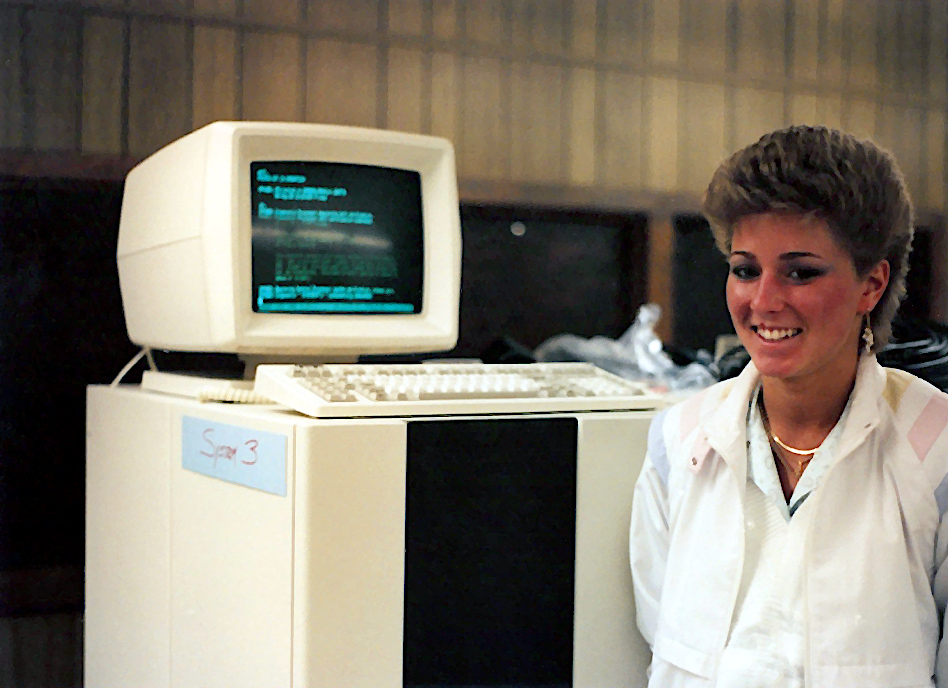
Eine Prime-9950-Konsole

Prime Computer, auch PR1ME geschrieben, war ein in Natick (Massachusetts) beheimateter US-amerikanischer Hersteller von 32bit-Superminicomputern. Prime agierte von 1972 bis 1992.
Die 32-Bit-Rechnersysteme dieses Anbieters waren ab den späten 1970er Jahren erfolgreich, vor allem im Universitätsbereich und in der Technik bei der Einführung der CA-Techniken (CAD, CAM, CAQ, FEM und anverwandte Gebiete). Der namensgleiche Schweizer PC-Hersteller Prime Computer AG wurde 2013 gegründet und steht in keinem Zusammenhang mit dem ehemaligen US-Unternehmen.

## Gründung
Die Gesellschaft wurde von folgenden Personen gegründet, von denen einige am Multics-Projekt am MIT mitgewirkt hatten:
- Robert Baron (President)
- Sidney Halligan (Vice President Sales)
- James Campbell (Director Marketing)
- Joseph Cashen (Vice President Hardware Engineering)
- Robert Berkowitz (Vice President Manufacturing)
- William Poduska (Vice President Software Engineering)
- John Carter (Personalchef / Director of Human Resources)

Die Gesellschaft startete mit dem Motto Software First. Damit sollte ausgedrückt werden, dass dem Entwurf der HW die Definition der SW vorausgehen müsste, damit diese auf der HW optimal laufen könnte (z. B. Microcode-Support für Task-Switching, Ready-List, VM-Address-Translation und Cache).
Poduska verließ Prime 1980, um Apollo Computer zu gründen. 10 Jahre später verließ er Apollo und gründete die Supercomputer-Workstation-Firma Stardent.
Die deutsche Niederlassung wurde 1974 gegründet. Der erste deutsche Prime-Kunde (die Biophysikalische Messgeräte-Abteilung der MHH Hannover unter Leitung von Prof. Günter Maaß) hatte sich schon kurz vorher für die innovative P300 (erstes Prime-Multi-User-System) entschieden, die von einem 2-Mann-Team in Deutschland vertrieben wurde. Allerdings standen die ersten "deutschen" Prime-Geräte bei Linotype in Frankfurt und sorgten dort für einen qualitativ hochwertigen Drucksatz. Zum Einsatz kam die P200, ein Single-User-System auf Basis der Honeywell 316, die vorher bei Linotype eingesetzt worden war. Kunde war hier Linotype, USA.
Das Betriebssystem der Prime-Rechner, zunächst DOS bzw. DOS/VM, später PRIMOS, ist ein Derivat von Multics. Dieses Betriebssystem war im Original zu weiten Teilen in der Programmiersprache Fortran realisiert worden. In weiterer Folge wurde auch das PL/I-Derivat PL/P- und Modula-2-Sprachen im Kernel verwendet. Eine gewisse Anzahl neuer Hilfsprogramme im PRIMOS wurden in SP/L geschrieben, das zu PL/P ähnlich ist. In den ersten Jahren wurden die kompletten Quellcodes mitgeliefert, so dass die Anwender nicht nur das System besser verstehen, sondern auch um eigene Add-Ons erweitern konnte.
Die Originalprodukte waren zunächst Nachbauten der Honeywell-Minicomputer 316 und 516 aus der Serie 16. Die Prime 400 war zu ihrer Zeit (späte 1970er Jahre) ein erfolgreicher Minicomputer, und die Prime 750 (1979) war ein Wettbewerber zur VAX 11/780 von DEC, einer der ersten 32-Bit-Superminicomputer.
Die Firma Prime war in den 1970er und 1980er Jahren erfolgreich und hatte ihren Höhepunkt 1988, als sie an 334. Stelle der Fortune 500-gelisteten Firmen stand. Jeglicher Export in den Ostblock von Prime-Computertypen war nach der CoCom-Liste verboten. Allerdings wurden gelegentlich Teile erfolgreich geschmuggelt.
In den späten 1980er Jahren bekam Prime Probleme, weil immer mehr Kunden zu Unix-Systemen abwanderten; insbesondere Sun erwies sich als erfolgreicher, preisgünstiger Konkurrent. Zusätzlich wurde es für Prime immer schwieriger, im Kampf um die schiere Rechenleistung mitzuhalten. Im Gegensatz zu DEC versäumte man es, eine LSI-basierte CPU zu bauen, obwohl ein entsprechendes Projekt weit fortgeschritten war (Prime on a chip).
Prime versuchte sich in die Richtung einer CAD-Firma zu entwickeln, unter anderem als sie für 300 Millionen US-Dollar den CAD-Anbieter Computervision kaufte. Dieser kostenträchtige Kauf hinterließ die Firma angreifbar für eine feindliche Übernahme. Einen dementsprechenden Versuch unternahm Bennett S. LeBow mit seiner Basic4 Corporation. Um die Übernahme abzuwehren, ließ Prime sich in private Eigentümerschaft durch den New Yorker Risiko-Kapitalgeber J. H. Whitney zurückkaufen. Schließlich wurden die Rechner-Entwicklungen und -Fertigungen eingestellt, und die Prime-Firma in ComputerVision umbenannt.

## Büro-Automationssysteme
Prime kaufte Ende der 1970er oder Anfang der 1980er Jahre die Applikationssuite OAS von Lincoln National, einer großen Versicherungsgesellschaft. Es ist unklar, ob das System eine gemeinsame Entwicklung der Versicherung mit Prime gewesen war. Das System war eine der Pionieranwendungen auf diesem Gebiet, man kämpfte lange, vor allem in Großbritannien, um eine führende Position zu erlangen, scheiterte aber schließlich.
OAS bestand aus folgenden Anwendungen:
- Electronic Mail, anfangs beschränkt auf einen einzelnen, nicht vernetzten Minicomputer, und erst viel später zu einem synchronisierten, globalen System ausgebaut, das jedoch lediglich proprietär, das heißt zwischen verschiedenen PrimOS-Maschinen im Prime-Netzwerk funktionierte.
- Textverarbeitung, entweder auf dummen (immerhin Semigraphik-fähigen) Terminals wie PT25, PT45 und PST100, oder auf dem teilintelligenten PT65-Terminal, das seine Software vom Zentralrechner laden musste. Es war ein Seiten-basiertes Textsystem. Dieses Workstation-Konzept ähnelte sehr den Maschinen von Wang, aber die Ausführungsgeschwindigkeit war weitaus langsamer als bei Wang, weil die Verarbeitung über serielle Schnittstellen RS-232 C lief, hingegen die Wang-Maschinen über schnelle – aber teure – Koaxialkabel-Verbindungen verfügten. Die Textverarbeitung war nicht von höchster Qualität, und das PT65-Gerät zerstörte oft den Text bei der Verarbeitung.

Als Prime den Rückzug der Kunden von den Download-Workstations erkannte, schloss Prime ein Arrangement mit Convergent Technologies für deren Unix-basiertes AWS-System, das Prime umbenannte in Prime Producer 100 (Mitte 1983 gestartet), und später für Convergents modulares NGEN-System, das dann Prime Producer 200 genannt wurde und 1984 herauskam. Jedes dieser Systeme war der ursprünglichen Prime-Textverarbeitung weit überlegen, und sie funktionierten Dokument-zentriert.
Prime hatte in Großbritannien eine sehr aktive OAS-Nutzergruppe, deren Vorschläge zur Produktentwicklung aufgegriffen wurden. Die britischen Pioniere schlossen die Grundstücks-Entwicklungsgesellschaft London Docklands Development Corporation ein, und die Oxford Brookes University.

## Prime Information
Sehr ähnlich im Konzept und Ausführung zu der Pick-Umgebung, entwickelt von Richard Pick, war auch das Prime Information genannte Datenbank-Konzept, das eine schnelle, 4GL-ähnliche Entwicklung von eigenen Anwendungen mittels relationaler oder quasi-relationaler Datenbankstrukturen erlaubte. Ca. 1987 geriet dieses System in Konkurrenz mit Oracle, das in einer Version auf die Primes portiert und auch in Deutschland verkauft wurde.

## Prime Information Connection
Um 1984 herum entwickelte Prime ein System, das mit OAS ins Gehege kam und den Markt in Verwirrung stürzte. Prime Information Connection verband Textverarbeitung und das Datenbank-Programmiermodell und bewirkte so das doppelte Angebot konkurrierender Office-Pakete, auf einem Markt, der zu jener Zeit in den USA dominiert war von Wang Laboratories.

## Wettbewerber
Größerer (ca. Faktor 10) und letztlich erfolgreicherer Konkurrent von Prime war die Firma DEC. Vor allem das Betriebssystem VAX-VMS wurde seitens der Nutzer im Komfort und in der einfachen Erlernbarkeit vorne gesehen; das Betriebssystem PRIMOS von Prime stand dem aber nur wenig nach.
Ein anderer früher Konkurrent von Prime war Data General. In späteren Jahren kamen diverse Rechneranbieter auf, die sich auf leistungsfähige Hardware-Entwicklung konzentrierten und sich in der Software auf die immer ausgefeiltere Unix-Welt abstützten. Hierzu gehörte in den frühen 1980er Jahren auch die Firma Nixdorf Computer.

## Modellentwicklung
Erstes gut verkauftes 32-Bit-Modell von Prime war die P400 (2 CPU boards), die um 1977 am Markt erschien. Sie hatte der Konkurrenz u. a. ein durchgängig auf 32-Bit-Verarbeitung basierendes Konzept voraus, derweilen die Konkurrenz noch ausschließlich in der 16-Bit-Welt operierte. Prime blieb jedoch nicht lange allein im 32-Bit-Markt; schnell drängte der große Konkurrent DEC hinterher.
Ein weiterer Vorteil der P400 war das Microcode-basierte Taskswitching, eine zweidimensionale Tasklisten-Verwaltung ("Ready-List") sowie ein 2K-Hardware-Cache. Damit waren sie den Konkurrenten um Größenordnungen voraus. Bei praktisch allen Multi-User Benchmarks mit zufälliger Lastverteilung konnten die Prime-Maschinen die gestellten Aufgaben mit erheblich weniger HW bewältigen. Nur bei echten Realtime-orientierten Anwendungen mussten sie meistens passen.
Kurze Zeit später kam das 3-Board-Modell P500 auf den Markt. Sein drittes CPU-Board unterstützte
im Microcode einen "Business Instruction Set", der v. a. für Zeichenketten- und Fixpunkt-Operationen zuständig war. Dies sollte die Vermarktung der kommerziellen Tools (COBOL, FORMS, Codasyl-DBMS) erleichtern.
Als besonders stark erwies sich die Prime-SW im Netzwerk-Bereich. Bereits Ende der 70er Jahre konnte mittels X.25/TCP-IP der E-Mail-Verkehr zwischen Rechnermodellen verschiedener Hersteller auf der Hannovermesse vorgeführt werden. Ebenso war es möglich, verschiedene Festplatten weltweit vernetzt zu betreiben ("PR1MENET"). IBM-Systeme konnten mittels SDLC-Controller mit Prime-Anlagen verbunden werden.
Die ungefähr doppelt so leistungsstarke P750 (2 CPU boards) erschien 1979 noch vor der VAX/780. Auf der 750er Prime aufbauend entstanden auch Doppelprozessor-Versionen (8750, 8850, je 2×2 CPU boards + 1 Sync-Board) und immer schnellere, taktratengesteigerte Versionen. Die Doppelprozessor-Varianten waren ca. 60 % schneller als die äquivalenten Single-Prozessor-Modelle.

## CAD/CAM
Prime Computer waren neben den DEC-Maschinen über lange Jahre hinweg eine der wichtigen Ziel-Umgebungen für die Anbieter von CAD-CAM-Software. Hier ist insbesondere die Verbindung zu dem CAD-System MEDUSA der britischen Software-Firma Cambridge Interactive Systems (CIS) zu nennen, welches in Deutschland, Österreich und in der Schweiz durch die Firma AGS exklusive vertrieben wurde. Prime besaß für den amerikanischen Markt die Vertriebsrechte für MEDUSA. 1984 übernahm Computervision alle Aktivitäten von CIS und AGS. Mit Prime Computer einigte sich Computervision dahingehend, dass Prime die MEDUSA-Version 4.06 im Quellcode erhielt, beide Firmen MEDUSA ab diesem Zeitpunkt selbstständig weiterentwickelten und auch weltweit vertreiben durften. Computervision wechselte kurz darauf zur Version 5.0, während Prime mit der Version Prime Medusa 1.0 auf den Markt trat.
1988 übernahm Prime Computer die Softwarefirma Computervision. Prime gliederte sich in die zwei Säulen Prime Hardware, die für die proprietären Rechner zuständig war, sowie Prime Computervision, die für das CAD/CAM-Geschäft mit MEDUSA und CADDS zuständig war.
Ein weiteres Standbein im Graphiksektor war SGI, dessen Hardware man zusammen mit der 3D-Karosserie-SW "PDGS" ab ca. 1985 bei Ford einsetzte.
Nach Einstellung der proprietären PRIMOS-Rechnerproduktion und Abgabe der Wartungsverpflichtungen an einen anderen Hersteller folgte eine Konzentration auf das CAD-CAM-Softwaregeschäft mit Umbenennung in Computervision. Mitte der 1990er Jahre erfolgte die Übernahme von Computervision durch die Parametric Technology Corporation (PTC).
Auch heute noch gibt es aktive Internet-Foren und hartnäckige Fans der 32-Bit-Superminis von Prime.